# آنایتا نایر
آنایتا نایر (انگلیسی: Anaitha Nair؛ زادهٔ ۱۹ ژوئیهٔ ۱۹۸۴) هنرپیشه اهل هند است.
از فیلم‌ها یا برنامه‌های تلویزیونی که وی در آن نقش داشته‌است می‌توان به هند، به پیش! اشاره کرد.

## فیلم‌شناسی
فهرست برخی از فیلم‌هایی که آنایتا نایر در آنها به ایفای نقش پرداخته است:
- هند، به پیش!
- آفرین پدر
- یک عکس بگیرید
- نیرو
- آشیانه
- دروغ‌های واقعی